# Jan Rotter (inżynier)
Jan Rotter (ur. 18 stycznia 1850 w Szczercu, zm. 22 czerwca 1906 w Wiedniu) – polski inżynier, nauczyciel, polityk.

## Życiorys
Urodził się 18 stycznia 1850 w Szczercu pod Lwowem. Był synem kolonisty niemieckiego Jana (architekt) i Karoliny z domu Müller. Ukończył szkołę realną we Lwowie oraz studia na Uniwersytecie Technicznym w Wiedniu, uzyskując tytuł inżyniera. Pracował jako urzędnik kolejowy. Od 1875 był suplentem w Szkole Realnej w Stanisławowie, od 1877 profesorem w Wyższej Szkole Przemysłowej w Krakowie, w której został dyrektorem prowizorycznym w 1889, a następnie definitywnym w 1892 i sprawował to stanowisko do końca życia. W 1898 otrzymał tytuł. c. k. radcy rządowego, a w 1904 VI rangę w zawodzie.
W Krakowie zaangażował się w życie polityczne. Przystąpił do stronnictwa demokratów. Był radnym Rady Miejskiej w Krakowie od 1893 oraz wybrany z niej przez sześć lat był delegatem do C. K. Rady Szkolnej Krajowej. Przyczynił się do stworzenia wodociągów miejskich w Krakowie. Do końca życia był zastępcą przewodniczącego zarządu Polskiego Stronnictwa Demokratycznego w Krakowie. Jako przedstawiciel demokratów był wybierany posłem Sejmu Krajowego Galicji VII kadencji (1895–1901) i VII kadencji (1901–1907) (III kuria, 2. okręg Kraków, zastąpił wcześniej wybieranego Adama Asnyka) oraz do austriackiej Rady Państwa X kadencji (1901–1907). W parlamencie wiedeńskim był członkiem koła polskiego. Od 1894 był w składzie drugiej dyrekcji Towarzystwa Przyjaciół Sztuk Pięknych w Krakowie. Członek korespondent Towarzystwa Muzeum Narodowego Polskiego w Rapperswilu od 1896 roku. 
Zmarł nad ranem 22 czerwca 1906 w szpitalu w Wiedniu po kilkudniowej chorobie (zapalenie płuc). W ostatnich chwilach życia byli przy nim członkowie rodziny (żona i jeden z synów) oraz poseł Ignacy Petelenz. Dla uczczenia zasług pochowany na koszt miasta Krakowa  w grobowcu rodzinnym na cmentarzu Rakowickim w Krakowie (kwatera VI).
Jego żoną była Wanda z domu Wołoszyńska (1850–1912). Ich dziećmi byli Franciszek (1875–1913, kapitan artylerii), Helena (1877–908), Józef (zm. 1958), Adrian (1884–1922, inżynier, kapitan Wojska Polskiego), Tadeusz (1885–1971, sędzia, notariusz), a wnukiem Jan Rotter (1915–1977, dziennikarz i działacz sportowy).

## Publikacje
- O perspektywie malarskiej (1885)
- Dziewięć broszur dotyczących tematyki rysunku (w latach 1884–1888)
- Podręcznik do nauki rysunku dla szkół przemysłowych (1889)
- Sześć broszur dotyczących tematyki rysunku (w latach 1890–1892)
- Trzy broszury dotyczące wodociągów miejskich w Krakowie (1893, 1896, 1897)
- Publikacja dotycząca nauki poglądowej w nauce projekcji dla szkół przemysłowych (1894)